# Mgła
Mgła ([mɡwa], en català "Boira") és una banda de black metal polonesa. Formada l'any 2000 a Cracòvia pel vocalista i guitarrista Mikołaj "M." Żentara i més tard pel bateria Maciej "Darkside" (Maciej Kowalski), qui són també membres de Kriegsmaschine. Als concerts en directe s'hi afegeixen també dalt de l'escenari el baixista The Fall (Michał Stępień) i el guitarrista E.V.T. (Piotr Dziemski).
Després de diversos EPs, Mgła ha publicat quatre àlbums d'estudi: Groza (2008), With Hearts Toward None (2012), Exercises in Futility (2015) i Age of Excuse (2019).

## Història
La informació sobre la identitat dels integrants i la història de la banda és més aviat escassa, estranyament al que acostuma a succeir al black metal. Se sap però que el grup es va formar l'any 2000 com un projecte transversal del músic multiinstrumentista Mikołaj "M." Żentara amb la col·laboració del bateria Dariusz "Daren" Piper, amb qui llavors estava concentrat la major part del temps més que res en el projecte musical Kriegsmaschine, una altra banda de black metal amb la qual havien gravat 2 demos no publicades, una col·laboració amb un àlbum split amb Deathspell Omega, Stabat Mater, Clandestine Blaze, Exordium i Musta Surma i els seus 2 primers EPs. Tot i això (i com ha sigut referit pel mateix M.), l'estil musical i líric de Mgła va acabar fent que aquesta banda li ocupés la posició principal que abans tenia Kriegsmaschine, relegant aquesta última a ser un projecte paral·lel. Daren però abandonaria Mgła l'any 2006 i seria reemplaçat per Maciej "Darkside" Kowalski. I l'any 2008 la banda signaria per Northern Heritage Records i han publicat tots els àlbums de llarga durada amb aquest segell.
L'any 2012 després de la publicació de With Hearts Towards None la banda va fer una gira mundial, incloent-hi actuacions a festivals reconeguts de la música metal com Nidrosian Black Mass a Bèlgica, Brutal Assault a la República Txeca i Dark Easter Metal Meeting and Party San a Alemanya. Al llarg d'aquest any M. i Darkside crearen el segell "No Solace" amb el qual farien la distribució del catàleg musical de Mgła i altres projectes. A través de "No Solace" M. i Darkside publicarien també la música de Kriegsmaschine.
Del 2015 al 2016 ambdues bandes i els seus membres i personal dels directes s'uniren a Mikko Aspa's Clandestine Blaze per diversos espectacles.
El 21 d'octubre de 2018 junt amb la publicació del tercer àlbum de Kriegsmaschine, la banda anuncià que estaven treballant en el seu quart àlbum d'estudi de Mgłaque seria publicat l'any 2019. El 3 d'agost de 2019 la banda revelà que el quart àlbum s'anomenaria Age of Excuse i publicà una mostra de la pista "Age of Excuse II" al canal de YouTube de No Solace. Age of Excuse Sortiria publicat el 2 de setembre de 2019 al Bandcamp de la banda i també en suport CD a través del seu segell No Solace, també anunciaren que l'àlbum es publicaria en vinil i que es publicaria a plataformes de streaming en els següents dies. La banda anuncià una gira europea que els faria recórrer diversos països promocionant el nou àlbum, i que s'embarcarien en la seva primera gira llatinoamericana l'any 2020.

## Estil musical i líric
Mgła s'emmarca dins del gènere del black metal melòdic, la qual cosa marca diverses diferències pel que fa a la seva musicalitat i el black metal tradicional. Mentre que aquest es val, per exemple, de l'explotació de la pobra qualitat d'àudio generada a propòsit amb la finalitat d'incrementar l'efecte de l'"atmosfera" i dotar de la major quantitat d'autenticitat l'obra en qüestió, Mgła produeix música amb so d'alta qualitat.
També es diferencia del black metal tradicional amb que el so de les cançons de Mgła és més complex i melodiós quant a composició es refereix. Així, la melodia que en el black metal ha estat tradicionalment relegada amb l'objectiu de fer el gènere poc accessible, i enfocar tot esforç musical en la generació d'una atmosfera determinada, adquireix un paper més important. Per aconseguir-ho, els riffs i solos en les peces de Mgła sonen d'una forma més comuna i no tan dispar. Això els apropa més a l'estil de bandes com Sacramentum i Dissection, pioners del black metal melòdic.
Líricament, el treball de Mgła es concentra en temes relacionats amb l'existencialisme i el nihilisme. La màxima expressió d'aquest interès és, precisament, el tema Exercises in Futility de l'esmentat àlbum homònim i que exemplifica la forma en la qual Mgła tracta amb temes com la absurd.
| «                                        | (anglès) The irony of being an extension to nothing And the force of inertia is now a vital factor And there is despair underneath each and every action Each and every attempt to pierce the armour of numbness | (català) La ironia de ser una extensió a no res I la força d'inèrcia és ara un factor vital I hi ha desesperació per sota cadascuna i cada una de les accions Cadascun i cada un dels intents de perforar l'armadura de entumiment | » |
| — Mgła, a la cançó Exercises in Futility | | |   |

## Controvèrsia
L'abril de 2019, la banda va anar de gira europea amb la banda canadenca Revenge al costat de les bandes convidades Doombringer i Deus Mortem, que va quedar marcada amb polèmica i dos espectacles cancel·lats a Múnic i Berlín després que el grup antifeixista alemany "Linkes Bündnis gegen Antisemitismus München" (en anglès "Aliança d'Esquerra Contra l'Antisemitisme de Múnic) va llençar una campanya de boicot contra Mgła acusant-los de presumptes associacions amb diversos artistes nacionalistes del Black Metal Nacionalsocialista o del "NSBM" i acusant-los de racisme i antisemitisme, afegint-hi la seva relació comercial amb Mikko Aspa qui ha estat acusat durant molt de temps de ser un artista NSBM i amb connexions amb l'escena NSBM a Finlàndia i arreu d'Europa, el seu segell Northern Heritage al qual Mgła ha estat publicant des del 2008 i que representa diversos artistes que expressen o simpatitzen amb els sentiments i ideologia "NSBM", associant la banda amb companys de l'escena black metal polonesa i companys de gira com Deus Mortem; que va comptar amb membres que en certes ocasions van tocar en directe amb bandes obertament "NSBM" com Honor and Infernal War, així com amb l'antic projecte de dark ambient "Leichenhalle" de Mikołaj Żentara." Leichenhalle"per exemple havia publicat un àlbum titulat "Judenfrei" que incloïa lletres considerades antisemites.
Mgła va negar les acusacions i va procedir a emprendre accions legals contra "Linkes Bündnis" i els llocs web que van publicar aquestes acusacions, que la banda va qualificar de falses, una campanya de difusió coordinada i de "difamació en forma impresa", que també els va fer preguntar als fans sobre la divulgació d'aquestes "publicacions difamatòries" mentre demanaven suport per la banda en aquest cas i al mateix temps oferien disculpes i descomptes a la botiga web de la banda per aquells fans que tenien previst assistir als concerts cancel·lats per aquesta campanya.

## Membres
Membres actuals
- Mikołaj "M." Żentara – Veu principal, guitarra rítmica, baix (únicament a l'estudi de gravació), i guitarra solista (únicament a l'estudi de gravació) (2000-present)
- Maciej "Darkside" Kowalski – Bateria, percussió (2006–present)

Membres anteriors
- "Daren" – Bateria, percussió (2000–2006)

### Músics en vius
Membres actuals
- "ShellShocked" – Baix elèctric, segons veus (2012–present)
- "E.V.T." – Guitarra solista, segones veus (2015–present)

Membres anteriors
- "Silencer" – Guitarra solista, segones veus (2012–2015)

## Discografia

### Àlbums d'estudi
- Groza (2008)
- With Hearts Toward None (2012)
- Exercises in Futility (2015)
- Age of Excuse (2019)[21]

### EPs
- Presence (2006)
- Mdłości (2006)
- Further Down the Nest (2007)

### Àlbums recopilatoris
- Mdłości + Further Down the Nest (2007)
- Presence / Power and Will (2013)

### Àlbums compartits
- Crushing the Holy Trinity (2005) amb Deathspell Omega, Stabat Mater, Musta Surma, Clandestine Blaze, Exordium

### Demos no publicades
- Northwards (2000)
- Necrotic (2001)